# THE ESSENTIAL TRACKS MOTOHARU SANO & THE COYOTE BAND 2005-2020
『THE ESSENTIAL TRACKS MOTOHARU SANO & THE COYOTE BAND 2005-2020』（ザ エッセンシャル トラックス モトハル サノ アンド ザ コヨーテ バンド 2005-2020）は、2020年10月7日、Daisy Musicから発売された佐野元春 & THE COYOTE BANDのベスト・アルバム。
当初は、2020年9月23日に発売予定だったが、Sony Music Direct / GT musicから同時発売される『MOTOHARU SANO GREATEST SONGS COLLECTION 1980-2004』の製造過程でミスが発生したため、10月7日に発売日が変更された。これに対し、佐野は「書籍でいえば上巻・下巻のようなもの。レーベルの違いを超えてデザインを統一した。ファンのみなさんには、ぜひこの二つのパッケージがCDショップの店頭に並ぶ景色を見てもらいたい」とコメントしている。

## 概要
Sony Music Direct / GT musicから発売された『MOTOHARU SANO GREATEST SONGS COLLECTION 1980-2004』と同時発売されたベスト・アルバムで、デビュー40周年を記念アルバムである。
佐野のバックバンドであるTHE COYOTE BANDの結成15周年を記念してリリースされた本作は、過去4作『COYOTE』『ZOOEY』『BLOOD MOON』『MANIJU』からの選出に加え、新曲「エンタテイメント!」も収録。パッケージには大谷隆之からの寄稿文章・佐野自身による全曲ライナーノーツを掲載した100頁強の豪華ブックレットに、タロットカードが1枚付属。
全曲のリマスターをテッド・ジェンセンが担当し、6曲が新しくリミックスされた。本作は当初の発表では収録曲が34曲だったが、実際は「白夜飛行」と「ビートニクス」の2曲が外され、曲順も多少変更された。他には表記は無いが、「La Vita é Bella」は配信シングルとアルバムの2バージョンが存在するが、本作はシングル・バージョンで収録。更に「コヨーテ、海へ」は、アウトロ後の波の音のSEがカットされた。

## 収録曲

### DISC ONE
| 全作詞・作曲: 佐野元春。 |                                               |          |            |      |
| #                        | タイトル                                      | 作詞     | 作曲・編曲 | 時間 |
| 1.                       | 「君が気高い孤独なら」(2020 mix & radio edit) | 佐野元春 | 佐野元春   | 4:38 |
| 2.                       | 「境界線」(2020 mix & radio edit)             | 佐野元春 | 佐野元春   | 4:28 |
| 3.                       | 「バイ・ザ・シー」(2020 mix & radio edit)     | 佐野元春 | 佐野元春   | 4:32 |
| 4.                       | 「エンタテイメント!」                         | 佐野元春 | 佐野元春   | 3:29 |
| 5.                       | 「天空バイク」                                | 佐野元春 | 佐野元春   | 3:37 |
| 6.                       | 「世界は慈悲を待っている」                    | 佐野元春 | 佐野元春   | 4:28 |
| 7.                       | 「東京スカイライン」                          | 佐野元春 | 佐野元春   | 5:19 |
| 8.                       | 「La Vita é Bella」                           | 佐野元春 | 佐野元春   | 4:08 |
| 9.                       | 「ポーラスタア」                              | 佐野元春 | 佐野元春   | 4:45 |
| 10.                      | 「悟りの涙」                                  | 佐野元春 | 佐野元春   | 4:05 |
| 11.                      | 「紅い月」                                    | 佐野元春 | 佐野元春   | 4:33 |
| 12.                      | 「黄金色の天使」(2020 mix & radio edit)       | 佐野元春 | 佐野元春   | 4:43 |
| 13.                      | 「純恋(すみれ)」                              | 佐野元春 | 佐野元春   | 4:05 |
| 14.                      | 「禅ビート」                                  | 佐野元春 | 佐野元春   | 4:10 |
| 15.                      | 「コヨーテ、海へ」                            | 佐野元春 | 佐野元春   | 7:23 |
| 16.                      | 「優しい闇」                                  | 佐野元春 | 佐野元春   | 4:26 |
| 合計時間:                | 合計時間:                                     | 72:49    |            |      |

### DISC TWO
| 全作詞・作曲: 佐野元春。 |                                                   |          |            |      |
| #                        | タイトル                                          | 作詞     | 作曲・編曲 | 時間 |
| 1.                       | 「星の下 路の上」                                 | 佐野元春 | 佐野元春   | 3:24 |
| 2.                       | 「世界は誰の為に」                                | 佐野元春 | 佐野元春   | 4:34 |
| 3.                       | 「荒地の何処かで」                                | 佐野元春 | 佐野元春   | 4:10 |
| 4.                       | 「ヒナギク月に照らされて」(2020 mix & radio edit) | 佐野元春 | 佐野元春   | 3:20 |
| 5.                       | 「夜空の果てまで」                                | 佐野元春 | 佐野元春   | 3:22 |
| 6.                       | 「Us」                                            | 佐野元春 | 佐野元春   | 5:47 |
| 7.                       | 「君と一緒でなけりゃ」                            | 佐野元春 | 佐野元春   | 4:45 |
| 8.                       | 「私の太陽」                                      | 佐野元春 | 佐野元春   | 3:30 |
| 9.                       | 「いつかの君」                                    | 佐野元春 | 佐野元春   | 3:28 |
| 10.                      | 「虹をつかむ人」(2020 mix & radio edit)           | 佐野元春 | 佐野元春   | 5:16 |
| 11.                      | 「詩人の恋」                                      | 佐野元春 | 佐野元春   | 6:43 |
| 12.                      | 「誰かの神」                                      | 佐野元春 | 佐野元春   | 3:05 |
| 13.                      | 「キャビアとキャピタリズム」                      | 佐野元春 | 佐野元春   | 4:16 |
| 14.                      | 「朽ちたスズラン」                                | 佐野元春 | 佐野元春   | 3:42 |
| 15.                      | 「現実は見た目とは違う」                          | 佐野元春 | 佐野元春   | 2:49 |
| 16.                      | 「空港待合室」                                    | 佐野元春 | 佐野元春   | 3:34 |
| 合計時間:                | 合計時間:                                         | 65:45    |            |      |